# 曼努埃尔·伊达尔戈
曼努埃尔·伊达尔戈（英語：Manuel Federico Hidalgo Gasparini；1999年5月3日—），是一名阿根廷足球运动员，场上司职翼锋，目前效力於马来西亚足球超级联赛球队吉打达鲁阿曼。

## 俱乐部生涯

### 西部铁路
曼努埃尔·伊达尔戈15岁时，他便随阿根廷球会西部铁路的一线队训练，展开职业生涯。

### 本菲卡
2016年，曼努埃尔·伊达尔戈与葡萄牙超级足球联赛俱乐部本菲卡签约，此前曾在英超球队热刺进行过试训。

### 特里斯蒂納
2018年，曼努埃尔·伊达尔戈加盟意大利甲组足球联赛的特里斯蒂納。

### 谢周三
2020年冬季，伊达尔戈与英格蘭足球冠軍聯賽球队谢周三签下一份为期18个月的合约。然而，他在合同还剩6个月的时候，与谢周三终止了合同。

### 斯里彭亨
2021年5月5日，曼努埃尔·伊达尔戈加盟马来西亚超级足球联赛球会斯里彭亨。他的首个入球是在主场2-2战平雪兰莪。